# Gewone chinchillarat
De Gewone chinchillarat (Abrocoma cinerea) is een chinchillarat die voorkomt in Argentinië, Bolivia, Chili en Peru.